# Tengeri hegy

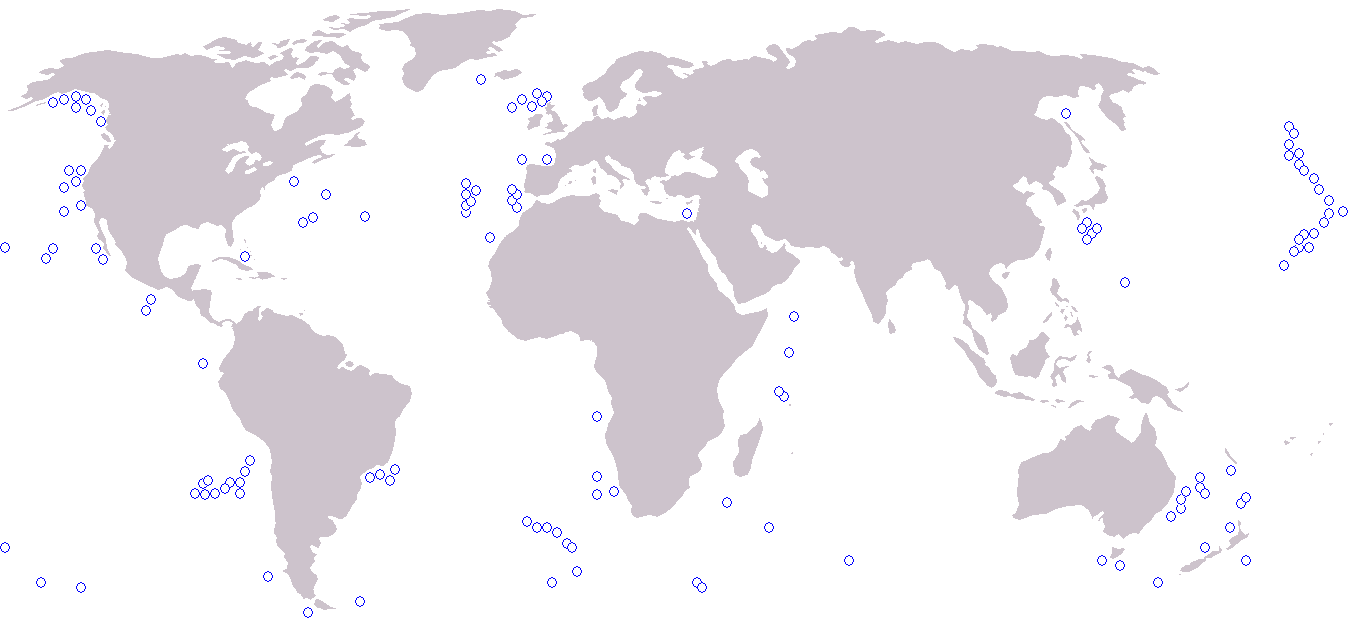
Néhány jelentősebb tengeri hegy a világtérképen

A tengeri hegyek olyan domborzati formák, amelyek a tengerfenékről indulnak ki, és nem érik el a víz felszínét, tehát nem szigetek. Jellemző rájuk, hogy kialudt tenger alatti vulkánok maradványai és meredeken emelkednek ki a tengerfenék szintjéről. Általában az 1000–4000 méter mélységű talapzatról indulnak. Az oceanográfusok meghatározása szerint legalább 1000 méter magasak kell legyenek. A tenger alatti hegycsúcsok leggyakrabban néhány száztól néhány ezer méter tengerszint alatti magasságig érnek, tehát a mélytengeri zónában találhatóak, de például a Bowie tengeri hegy 3000 méter mélységből indulva 24 méter tengerszint alatti mélységig ér. A tengeri hegyek számát 30 ezerre becsülik, közülük keveset tanulmányoztak.

## Földrajza
A tengeri hegyek gyakran csoportosan helyezkednek el. Sokszor elsüllyedt szigetcsoportok maradványai. Erre egy klasszikus példa az Emperor tengeri hegység amely a Hawaii-szigetek folytatása a tenger alatt.
Ezek a csúcsok több millió évvel ezelőtt alakultak ki vulkáni tevékenység következtében. Egy időben nagy részük sziget volt, de azóta tektonikus okok miatt a tengerszint alá süllyedtek.
Sok tengeri hegy aktív vulkánként működik.
A különálló csúcsok és a nem egyértelműen vulkanikus eredetűek ritkábbak.

## Fordítás
Ez a szócikk részben vagy egészben  a   seamount című angol Wikipédia-szócikk fordításán alapul.  Az eredeti cikk szerkesztőit annak laptörténete sorolja fel. Ez a jelzés csupán a megfogalmazás eredetét és a szerzői jogokat jelzi, nem szolgál a cikkben szereplő információk forrásmegjelöléseként.